# Edward Laverack
Edward "Ed" Laverack (Llanelli, Sir Gaerfyrddin, 27 de juliol, 27 de juliol de 1994) és un ciclista gal·lès, professional des del 2013. Actualment corre a l'equip JLT Condor.

## Palmarès
- 2014
  -  Campió del Regne Unit sub-23 en ruta
- 2015
  - 1r al Suir Valley i vencedor d'una etapa
  - Vencedor d'una etapa al Tour de l'Uster